# ميشال فوكو
ميشال فوكو (بالفرنسية: Michel Foucault)‏ (1926 - 1984) فيلسوف فرنسي، يعتبر من أهم فلاسفة النصف الأخير من القرن العشرين، تأثر بالبنيويين ودرس وحلل تاريخ الجنون في كتابه «تاريخ الجنون في العصر الكلاسيكي»، وعالج مواضيع مثل الإجرام والعقوبات والممارسات الاجتماعية في السجون. ابتكر مصطلح «أركيولوجية المعرفة».
أرّخ للجنس أيضاً من «حب الغلمان عند اليونان» وصولاً إلى معالجاته الجدلية المعاصرة كما في «تاريخ الجنسانية».

## مقدمة
ولد ميشال فوكو في 15 تشرين الثاني/أكتوبر من عام 1926، وتوفي في 25 حزيران/يونيو 1984) فيلسوف فرنسي كان يحتل كرسياً في الكوليج دو فرانس، أطلق عليه اسم «تاريخ نظام الفكر». وقد كان لكتاباته أثر بالغ على المجال الثقافي، وتجاوز أثره ذلك حتى دخل ميادين العلوم الإنسانية والاجتماعية ومجالات مختلفة للبحث العلمي.
عرف فوكو بدراساته الناقدة والدقيقة لمجموعة من المؤسسات الاجتماعية، منها على وجه الخصوص: المصحات النفسية، المشافي، السجون، وكذلك أعماله فيما يخص تاريخ الجنسانية. وقد لقيت دراساته وأعماله في مجال السلطة والعلاقة بينها وبين المعرفة، إضافة إلى أفكاره عن «الخطاب» وعلاقته بتاريخ الفكر الغربي، لقي كل ذلك صدى واسعاً في ساحات الفكر والنقاش.
توصف أعمال فوكو من قبل المعلقين والنقاد بأنها تنتمي إلى «ما بعد الحداثة» أو «ما بعد البنيوية»، على أنه في الستينيات من القرن الماضي كان اسمه غالباً ما يرتبط بالحركة البنيوية. وبالرغم من سعادته بهذا الوصف إلا أنه أكد فيما بعد بُعده عن البنيوية أو الاتجاه البنيوي في التفكير. إضافة إلى أنه رفض في مقابلة مع جيرار راول تصنيفه بين «ما بعد البنيويين» و«ما بعد الحداثيين». حضر فوكو محاضرات الفيلسوفين ميرلوبوندي وهايدغر، واهتم بهيجل وماركس وتأثر بهم.

## السيرة الذاتية

### طفولته المبكرة
ولد ميشال فوكو عام 1926 في بلدة "Poitiers" في غرب وسط فرنسا، لأسرة ريفية بارزة. والده الطبيب الجراح بول فوكو كان يأمل بأن يكبر ابنه ليشاركه مهنته ويرثها بعد. (لاحقاً أسقط فوكو اسمه الأوسط «بول» لأسباب ليست في تمام الوضوح). كان تحصيله العلمي في المراحل الأولى مترنحاً ما بين الجيد والمتوسط، حتى انتقل إلى كوليدج سانت ستانيسلاس حيث تفوق بامتياز. وقعت بلدته تحت سيطرة الألمان إبان الحرب العالمية الثانية التي ما إن وضعت أوزارها حتى التحق فوكو بـمدرسة نورمال سوبيريور وهي إحدى المدارس الفرنسية الكبرى، ويقع مقرها الرئيسي في شارع أولم بباريس، وتعد المسار التقليدي لاحتراف العمل في العلوم الإنسانية في فرنسا.

### مدرسة الأساتذة العليا (École Normale Supérieure)
أثناء وجوده فيها كانت حياة ميشال فوكو صعبة، لقد عانى من اكتئاب حاد بلغ به حد محاولة الانتحار. وقد عرض على معالج نفسي. ونتيجة لهذه التجربة أو ربما بالرغم منها، أصبح فوكو مولعاً بعلم النفس. فإضافة إلى حصوله على إجازة في الفلسفة فقد حصل أيضاً على واحدة في علم النفس، وقد كانت الأخيرة مؤهلاً جديداً في فرنسا. وشارك في العيادة التابعة للهيئة حيث تعرف إلى مفكرين من مثل لودوينغ بينسوانغر.
كالعديد من طلاب وخريجي هذه المدرسة ممن كان يطلق عليه اسم «العاديون أو النورماليون (normaliens)»، انضم ميشال فوكو إلى الحزب الاشتراكي الفرنسي من العام 1950 وحتى 1953، وقد انتسب إلى الحزب عن طريق «لويس ألتوسير»، لكن ما لبث أن تركه بعد أن أثارت قلقه تصرفات ستالين في الاتحاد السوفييتي. وقد أفاد عديدون بأن ميشال لم يكن ناشطاً في فرقته الحزبية على عكس الكثيرين من أعضاء الحزب.

### وظيفته الأولى
حصل فوكو على شهادة الأستاذية عام 1950. ليعمل محاضراً في مدرسته (École Normale) لفترة ما لبث بعدها أن تقلد منصباً في جامعة ليل (University of Lille) ليحاضر في علم النفس ما بين 1953 و 1954. في العام 1954 نشر كتابه الأول بعنوان " Maladie mentale et personnalité"، وهو عمل تراجع عنه فيما بعد. وقبل أنقضاء وقت طويل بات واضحاً أن ميشال فوكو غير مهتم كثيرًا في مجال التدريس، وعزل نفسه لمدة بعيداً عن فرنسا. في عام 1954 عين فوكو مندوباً عن فرنسا إلى جامعة أوبسالا (University of Uppsala) في السويد، منصب أعده جورج دومزيل خصيصاً لفوكو. غادر فوكو منصبه هذا في عام 1958 لمنصب لبث فيه فترة وجيزة في جامعة وارسو وأخرى في جامعة هامبورغ.
عاد فوكو إلى فرنسا عام 1960 ليتابع الدكتوراه ويحصل أيضاً على شهادة في الفلسفة من جامعة كليرمون فيران (University of Clermont-Ferrand) حيث التقى دانييل ديفر وعاش معه بقية حياته في علاقة متعددة. حاز على شهادة الدكتوراه عام 1961 بعد أن قدم بحثين كما هي العادة في فرنسا، أولهما رئيسي بعنوان «تاريخ الجنون في العصر الكلاسيكي» وآخر ثانوي تضمن ترجمة وتعليقاً على الفيلسوف الألماني «كانط» في الأنثربولوجيا والنظرة النفعية. لقي «تاريخ الجنون/ Folie et déraison» (والذي صدرت ترجمته الإنكليزية بعنوان «الجنون والحضارة»!) ترحيباً واسعاً في الأوساط الثقافية. التزم فوكو بجد ونشاط بجدول في إصدار كتاباته، ففي 1963 نشر كتابه «ولادة العيادة».
وبعد أن تم إرسال شريكه «ديفير» إلى تونس لأداء خدمته العسكرية، انتقل فوكو عام 1966 إلى جامعة تونس. ونشر في عام 1966 كتابه (الكلمات والأشياء) والذي لقي بالرغم من كبره وصعوبته شعبية واسعة. كان كل ذلك إبان اهتمامه البالغ بالبنيوية. وسرعان مع اعتبر فوكو واحداً من مجموعة مفكرين من أمثال جاك لاكا، وكلود ليفي ستراوس ورولاند بارتيز باعتبارهم الموجة الأحدث من المفكرين الساعين لتقويض النزعة «الوجودية» التي نشرها جان بول سارتر.
كشف تقرير في صحيفة “صاندي تايمز” أعده ماثيو كامبل أن الفيلسوف الفرنسي المعروف ميشيل فوكو كان شاذا جنسيا واغتصب وانتهك أطفالا تتراوم اعمارهم بين الثامنية و العشرة سنوات عندما عاش في تونس في ستينات القرن الماضي. 
أثار فوكو بعض الشكوك حول الماركسية، ما أغضب عدداً من النقاد اليسارين، وكان قد سئم من وصفه بأنه بنيوي. في أيار/مايو من عام 1968 اندلعت عصيان للطلبة وكان فوكو لا يزال آنذاك في تونس، وقد تأثر بعصيان محلي في بداية العام نفسه. وفي خريف ذات العام عاد لفرنسا، حيث نشر عام 1969 كتابه «حفريات المعرفة» أو «أركيولوجيا المعرفة/ L'archéologie du savoir» ـ حيث قدم رداً منهجياً على منتقديه.

### ما بعد 1968: فوكو الناشط
بعد حوادث عام 1968، أسست الحكومة الفرنسية جامعة تجريبية جديدة في «فنسن، Vincennes»، وفي كانون الثاني/ديسمبر من ذلك العام أصبح فوكو أول عميد لقسم الفلسفة فيها، وعين أكثرية من شبان أكادميين يساريين من أمثال (جوديت ميللر)، التي أثار تطرفها وزارة التعليم لتسحب الترخيص الممنوح للقسم. وفيما يدعو للدهشة شارك فوكو في احتلال مبنى الإدارة والعراك مع الشرطة. لم يستمر تولي فوكو لهذا المنصب مدة طويلة، فقد انتخب ليحتل كرسيًا في أهم هيئة أكاديمية في فرنسا «الكوليدج دو فرانس» كبروفيسور في «تاريخ نظام الفكر»، نشاطه السياسي تزايد، فقد انخرط شريكه ديفير مع حركة البروليتاريين الماويين المتطرفة، كما ساهم فوكو نفسه في تأسيس (مجموعة المعلومات الخاصة بالسجون)، وهو ما ساهم في تسييس أعمال فوكو من خلال كتاب «المراقبة والمعاقبة»، والذي يعد «سرداً» للبنى الصغرى للسلطة والتي تطورت في المجتمعات الغربية منذ القرن الثامن عشر، مركزاً على مؤسستي السجن والمدرسة.
انحسر النشاط السياسي في أواخر السبعينيات بعد خيبة الأمل تجاه الكفاح اليساري. وقام عدد من الشباب الماويين (الشيوعيين المتطرفين، نسبة إلى ماو تسي تونغ) بالتخلي عن معتقداتهم ليصبحوا ما يسمى «المتفلسفون الجدد»، وغالباً ما ذكروا بأن فوكو يمثل مرشداً أساسياً لهم، وهو أمر بدا أن مشاعر فوكو كانت مختلطة تجاهه. في هذه الفترة أطلق فوكو مشروعاً من 6 مجلدات، «تاريخ الجنسانية» وهو كتاب لم يتمكن من إنهاءه، و«إرادة المعرفة»، المنشور في عام 1976. المجلد الثاني والثالث لم يظهرا إلا بعد ثمان سنوات، وقد كانا مثار استغراب القراء نظراً للأسلوب التقليدي لهما، وموضوعاتهما (نصوص إغريقية ولاتينية كلاسيكية) ومقاربتهما لمفاهيم أهملها فوكو فيما سبق.
راح فوكو يقضي مزيداً من وقته في أمريكا، في جامعة بوفالو (حيث ألقى محاضرة في أول زيارة له إلى أمريكا على الإطلاق عام 1970). في عام 1975 تناول جرعة من مخدرات «ثنائي إيثيل أميد حمض الليسرجيك» ويبدو أنه اختار القيام بهذه التجربة في منطقة محددة وكانت منطقة زامبريسكي، في محمية «وادي الموت» الطبيعية، وقد علق لاحقاً على هذه التجربة بأنها كانت الأفضل في حياته.
فوكو مغتصب الأطفال
كشف تقرير في صحيفة “صاندي تايمز” أعده ماثيو كامبل أن الفيلسوف الفرنسي المعروف ميشيل فوكو كان مغتصبا للاطفال واغتصب وانتهك أطفالا عندما عاش في تونس في ستينات القرن الماضي.
وقال إن مثقفاً زميلاً له أثار عاصفة في الأوساط الفكرية الفرنسية عندما قال إن فوكو الذي توفي عن 57 عاما عام 1984 كان في الحقيقة يلاحق الأطفال جنسيا “بيدوفيل”. وزار غاي سورمان (77 عاما) فوكو مع مجموعة من الأصدقاء أثناء عطلة عيد الفصح حيث ذهبوا إلى قرية بوسعيد القريبة من العاصمة تونس، والتي كان الفيلسوف يعيش فيها عام 1969. وقال: “كان الأطفال الصغار يلاحقون فوكو ويقولون ماذا عني، خذني”. و”كانوا في سن الثامنة والتاسعة والعاشرة، وكان يرمي الأموال عليهم ويقول لهم سنلتقي في المكان المعروف عند الساعة العاشرة مساء”، وكانت “مقبرة القرية” حيث كان ينتهك الأطفال فيها.
وقال سورمان إن فوكو لم يكن ليتجرأ على عمل هذا في فرنسا، وقارنه بالرسام بول غوغان الذي كان يمارس الجنس مع الفتيات الصغيرات اللاتي رسمهن وهو في جزيرة تاهيتي. وكذا الروائي أندريه جيد الذي كان يتصيد الأطفال في أفريقيا. وقال سورمان إن هذه التصرفات لها “بعدٌ إمبريالي، إمبريالية بيضاء”.
ويقول إنه نادم على عدم إبلاغ الشرطة عن نشاطات فوكو في ذلك الوقت أو شجبه في الإعلام. ووصف ما فعله بـ”الحقير” و”القبيح من الناحية الأخلاقية”. وأضاف أن الإعلام الفرنسي كان يعرف بتصرفات فوكو: “كان هناك ثلاثة صحافيين في الرحلة، وكانوا شهودا ولكنّ أحدا لم يكن يهتم بالقصص هذه في تلك الأيام. وكان فوكو مثل ملك الفلسفة ويعتبر بمرتبة الإله في فرنسا”. وعُرف فوكو بقميصه “البولو” وصلعته ونظارته.
وأصبح ابن الجراح الفرنسي أول مفكر نجم في القرن العشرين، ولا يتذكره العالم الثقافي بآرائه الجدلية حول السجون والجنون والجنس فقط، بل ووقّع عريضة في 1977 طالب فيها بتشريع ممارسة الجنس مع الأطفال في سن الـ13 عاما.

### فوكو في إيران
في عام 1978، وبينما بلغت التظاهرات ضد الشاه في إيران أوجها، عمل ميشيل فوكو مراسلاً صحافياً خاصاً لجريدتي: (كورير ديلا سيرا/Corriere della Sera) و (لونوفل أوبزرفاتور le Nouvel Observateur). عمل فوكو صحافياً لفترة قصيرة، فسافر إلى إيران، التقى بقادة وبسياسيين وناشطين في التظاهرات التي قادتها المعارضة ضد نظام الشاه، كما التقى بأناس عاديين، التقى أيضاً بالخميني في ضواحي باريس، وكتب سلسلة من المقالات عن الثورة. معظم هذه المقالات لم يظهر بالإنكليزية إلا مؤخراً.
قدم فوكو من خلال مقالاته رؤية لما سماه «الروحانية السياسية» فأثار الزخم الذي تحركت به الثورة حماسه، وبدا وكأنه يدعم اتجاهها الإسلامي، وفي حين اعتقد كثيرون أن اليسار العلماني سوف يزيح التيار الإسلامي بعد سقوط الشاه، أطلق هو تهكماً واضحاً من أصحاب تلك النظرة، ورأى في الحركة الإسلامية بل وفي الإسلام برميل بارود سيغير ميزان القوى في المنطقة، وربما أكثر من خلال مقاله (الإسلام، برميل بارود).
يعتقد كثيرون في الغرب بأن كتابات فوكو حول إيران كانت زلة أو خطأ سياسيا وفكريا في الحسابات، وأنه تحمس أكثر مما يجب للنظام الإسلامي، ولم يتح لنا الحصول على معلومات حول موقف فوكو من أداء الحكم الإسلامي الذي تزعمه الخميني في إيران بعد سقوط الشاه، ولا حتى تعليقا عن الحرب العراقية الإيرانية التي بدأت سرعان ما تسلم الإسلاميون السلطة، رغم أن فوكو عاش حتى 1984، حين كانت الحرب العراقية الإيرانية ما تزال مستعرة.
عادت كتابات فوكو عن إيران إلى الساحة الثقافية مؤخراً بعد أحداث 11 أيلول (سبتمبر) 2001، وكذلك من خلال كتاب (فوكو والثورة الإيرانية 2005) الذي ناقش الكتابات واعتبرها استفزازية لكن جوهرية لفهم تاريخ ومستقبل العلاقات الغربية الإيرانية، وبشكل أعم العلاقات الغربية مع الإسلام السياسي، يعرض التحليل لمحات مدهشة أبرزها عقل المفكر.
'سنواته الأخيرة 1980-1984'
في أكتوبر من عام 1980، أصبح فوكو أستاذا زائرا في جامعة كاليفورنيا، قدم محاضرات كثيرة في «الحقيقة والذاتية»، وفي نوفمبر من نفس العام حاظر في معهد العلوم الإنسانية بجامعة نيويورك، وأشارت صحيفة التايمز الأمريكية إلى نمو شعبيته الكبيرة في الأوساط الفكرية الأمريكية. في عام 1981 عاد فوكو لتقديم المحاضرات في جامعة كاليفورنيا في لوس أنجلوس، وفي جامعة فيرمونت عام 1982، ومرة أخرى في بيركلي عام 1983، وكان يقصد محاضراته جماهير غفيرة. في كاليفورنيا، في منطقة بحيرة سان فرانسيسكو الشهيرة قضى فوكو ليالي عديدة في نشاطات جنسية مثلية، وفي بيوت خاصة بالرغبات السادية والمازوخية، وكان يمجد ويمتدح مثل هذه النشاطات، واصفًا إياها بـ«الخلق الحقيقي لإمكانية الرغبة، والتي لم يكن يحيط الناس بها في الماضي».

### وفاته
أثناء وجوده في سان فرانسيسكو وقضائه نشاطات جنسية مثلية وسادية مازوشية، يعتقد أنه في تلك المرحلة التقط عدوى «العمم» أو الإيدز، وذلك قبل أن يُتَعَرَّف على المرض ووصفه، حيث كانت أول حالة إيدز في العالم عام 1980 .
لا يعرف مدى فهم فوكو لطبيعة مرضه، وكيفية إصابته أو انتقاله إليه، لكن بعض النقاد وكتاب السيرة الذاتية وصفوا حياته الجنسية في ذلك الوقت على أنها اسكتشاف عملي لأفكاره حول السلوك السوي والسلوك الشاذ، والعلاقة ما بين اللذة والموت. وقد قال دانييل ديفير عن فوكو بأنه «عندما ذهب إلى سان فرانسيسكو للمرة الأخيرة، اعتبر ذلك تجربته القصوى».
قدم آخر محاظراته في الكلية الفرنسية، وبعدها أدخل مستشفى سالبريه الجامعي (نفس المشفى الذي درس فيه حالات الجنون في كتابه "تاريخ الجنون الكلاسيكي)، على أثر أعراض عصبية معقدة سببها تسمم الدم.
توفي فوكو نتيجة مرض الإيدز في باريس بتاريخ 25 حزيران/يونيو 1984.

## الفكر
لخص زميل فوكو بيير بورديو فكر الفيلسوف بأنه «استكشاف طويل للانتهاك، وتجاوز الحدود الاجتماعية المرتبط دومًا بالمعرفة والقوة».
لاحظ الفيلسوف فيليب ستوكس من جامعة ريدينغ أن عمل فوكو بشكل عام كان مظلمًا ومتشائمًا، لكنه ترك مجالًا للتفاؤل لأنه يوضح كيف يمكن استخدام مجال الفلسفة لتسليط الضوء على مجالات الهيمنة. من خلال القيام بذلك، يدعى ستوكس إننا قادرون على فهم آلية السيطرة علينا، وأن نسعى لبناء بنى اجتماعية تقلل من خطر الهيمنة هذا. في كل هذا التطور كان لابد من الاهتمام الشديد بالتفاصيل. إنها التفاصيل التي تفردن البشر في النهاية.
في وقت لاحق من حياته، أوضح فوكو أن عمله كان يتعلق بتحليل القوة كظاهرة أكثر منه بمحاولة وصف الطرق المختلفة التي عبر بها المجتمع المعاصر عن استخدام القوة لتشيء الأشخاص. وقد اتخذت القوة هذه ثلاثة أشكال واسعة: واحدة تنطوي على سلطة علمية لتصنيف وترتيب المعرفة عن المجموعات البشرية. وكان الشكل الثاني المتصل بالأولى هو تصنيف وتطبيع الموضوعات البشرية (من خلال تحديد الجنون، والمرض، والسمات البدنية، وما إلى ذلك). ويتعلق الثالث بالطريقة التي ينتهي بها الدافع إلى تشكيل الهويات الجنسية وتدريب جسد الفرد على الانخراط في إجراءات روتينية وممارسات إلى إعادة إنتاج أنماط معينة داخل مجتمع معين.

### السياسة
من الناحية السياسية، كان فوكو يساريًا طيلة حياته، لكن موقفه داخل اليسار كان يتغير في الأغلب. في أوائل الخمسينيات من القرن الماضي، كان فوكو عضوًا في الحزب الشيوعي الفرنسي، رغم أنه لم يتبن مطلقًا وجهة نظر ماركسية أرثوذكسية، وغادر الحزب بعد ثلاث سنوات، مشمئزًا من التحيز ضد اليهود، والمثليين جنسيًا في صفوفه. بعد قضائه بعض الوقت في العمل في بولندا، ثم إدارته من قبل حزب العمال المتحد البولندي كدولة اشتراكية، أصبح يشعر بخيبة أمل أكبر تجاه الأيديولوجية الشيوعية. نتيجة لذلك، اعتُبر في أوائل الستينيات من القرن العشرين مناهضًا للشيوعية بعنف من قبل بعض منتقديه، على الرغم من تورطه في حملات يسارية مع معظم طلابه وزملائه.
ادعى فوكو أنه ربما يمكن للأطفال الموافقة على ممارسة الجنس، ودافع أو روج لممارسة الجنس مع القاصرين، ووقع على عريضة في عام 1977 موجهة إلى البرلمان الفرنسي تدعو إلى إلغاء تجريم جميع العلاقات الجنسية بالتراضي بين البالغين والقاصرين دون سن الخامسة عشر، وهو سن الموافقة القانوني في فرنسا.

### المؤلفات
بالإضافة إلى عمله الفلسفي، كتب فوكو أيضًا في الأدب. نُشر كتابه «الموت والمتاهة: عالم ريمون روسيل» في عام 1963، وتُرجم إلى اللغة الإنجليزية في عام 1986. وهو كتاب فوكو الوحيد الأدبي. وصفه فوكو بأنه «إنه بلا منازع أكثر كتاب كتبته بسهولة بالغة، وبأقصى سعادة، وفي أسرع وقت». يستكشف فوكو النظرية، والنقد، وعلم النفس، مع الإشارة إلى نصوص ريموند روسيل أحد أوائل الكُتاب التجريبين البارزين. الكتاب. كما ألقى فوكو محاضرة ردًا على مقالة رولاند بارث الشهيرة «موت المؤلف» بعنوان «ما هو المؤلف؟» في عام 1969، ونُشرت في وقت لاحق بالكامل. وفقًا للمُنظّر الأدبي كورنيلجي كفاس، فإنه بالنسبة لفوكو «رفض وجود مؤلف تاريخي بسبب عدم أهميته للتفسير هو أمر سخيف، لأن المؤلف هو مدير النص الذي ينظم معانيه».

### القوة
تحليل فوكو للسلطة يأتي في شكلين: تجريبي ونظري. تهتم التحليلات التجريبية بالأشكال التاريخية (والحديثة) للسلطة، وكيفية نشأتها من الأشكال السابقة للقوة. يصف فوكو ثلاثة أنواع من القوة في تحليلاته التجريبية:
- السلطة السيادية
- السلطة التأديبية
- السلطة الحيوية

## مؤلفاته
- المرض العقلي وعلم النفس
- تاريخ الجنون في العصر الكلاسيكي (1961)
- ولادة العيادة (1963)
- الكلمات والأشياء (1966)
- حفريات المعرفة (1969)
- نظام الخطاب (1971)
- المراقبة والمعاقبة (1975)
- تاريخ الجنسانية في 3 أجزاء (1984)
- ارادة المعرفة
- استعمال المتعة
- هوس الذات

## وصلات خارجية
- ميشال فوكو على موقع IMDb (الإنجليزية)
- ميشال فوكو على موقع الموسوعة البريطانية (الإنجليزية)
- ميشال فوكو على موقع مونزينجر (الألمانية)
- ميشال فوكو على موقع ميوزك برينز (الإنجليزية)
- ميشال فوكو على موقع إن إن دي بي (الإنجليزية)
- ميشال فوكو على موقع أول ميوزيك (الإنجليزية)
- ميشال فوكو على موقع ديسكوغز (الإنجليزية)
- ميشال فوكو على موقع قاعدة بيانات الفيلم (الإنجليزية)
- مقال بعنوان (بماذا يحلم الإيرانيون، بقلم ميشيل فوكو
- تحليل لكتاب (فوكو والثورة الإيرانية)
- موقع يهتم بالنقد والفلسفة المعاصرة، مقاطع فديو خاصة بميشيل فوكو